# 欽戈利湖
55°20′42″N 89°06′44″E / 55.345079°N 89.11231°E
欽戈利湖（俄语：Цинголь），是俄羅斯的湖泊，位於該國西南部，由克拉斯諾達爾邊疆區負責管轄，處於沙雷波沃區，面積1.3平方公里，集水區面積10.3平方公里，最大水深10米。